# Formula (automobilismo)
La denominazione Formula nell'automobilismo nacque per definire un regolamento che individuasse quelle automobili realizzate specificamente per le competizioni su un tracciato stradale chiuso. Il termine derivò dal fatto che le limitazioni regolamentari, che erano pochissime per lasciare ai tecnici la più ampia libertà progettuale, erano unicamente definite da un'espressione matematica come un limite di peso o di cilindrata, in alcuni casi la cilindrata definirà il nome della categoria stessa, come la Formula 5000 o la Formula 3000. 

Negli anni sono apparse svariate categorie che sono state definite "Formula", ciò che accomuna oggi, questo tipo di automobili è il fatto di essere monoposto a ruote scoperte, anche se non è sempre stato così. La prima Formula regolamentata, la Formula Grand Prix inizialmente prevedeva un secondo posto a bordo per il meccanico che poteva effettuare eventuali riparazioni durante la competizione, inoltre per lungo tempo non è stato vietato di carenare le ruote e non sono mancati casi di vetture a ruote coperte persino nella più prestigiosa di queste categorie di vetture, la Formula 1.

## Storia

### L'anteguerra
I primi tentativi di regolamentare le vetture nacquero con le competizioni stesse, dalla prima corsa automobilistica in assoluto, la Parigi-Rouen 1894, in poi e in genere furono limitazioni di peso, imposte dagli organizzatori del singolo evento, atti a differenziare le diverse categorie di vetture.

Dopo la nascita dell'Associazione Internazionale degli Automobile Club Riconosciuti, odierna Federazione Internazionale dell'Automobile, nel 1904, ci fu la definizione della prima regolamentazione, riconosciuta internazionalmente, per le vetture destinate a partecipare ai Gran Premi di automobilismo e fu costituita da un limite di peso massimo pari a 1000 kg.

Negli anni a seguire la regola cambiò diverse volte e fu definito, di volta in volta un limite tecnico diverso, già al primo Gran Premio di Francia nel 1907, l'AIACR tolse il limite di peso e impose un limite basato sul consumo di carburante: al massimo si potevano consumare 30 L per ogni 100 km percorsi.

L'anno seguente si abbandonò la regola del consumo e si pose un limite di peso minimo di 1100 kg, aggiungendo dei limiti massimi di alesaggio dei pistoni, diversi a seconda del numero di questi, la cosiddetta Formula Ostenda.

Da queste norme nacque, negli anni, il concetto di Formula, cioè un singolo limite tecnico espresso matematicamente e nel 1922 l'AIACR formò una commissione, la Commissione Sportiva Internazionale che con la redazione del Codice Sportivo Internazionale, varò la Formula Grand Prix, fino all'inizio della seconda guerra mondiale questa costituì il punto tecnologicamente più avanzato dell'automobilismo. Quell'anno si ebbero anche delle modifiche al regolamento sportivo: al Gran Premio di Francia del 1922, per la prima volta le vetture partirono tutte insieme, senza essere distanziate temporalmente.

A partire dal 1927 furono ammesse le monoposto, che finiranno per soppiantare le biposto, perché fino ad allora era stato previsto il posto aggiuntivo per il meccanico anche se già da un paio di anni non era più permesso avere il meccanico a bordo. A livello regolamentare le biposto sparirono nel 1929, da quel momento le vetture Formula sono identificate, a livello regolamentare, con le monoposto

Nel 1939, con la prima completa revisione del Codice Sportivo Internazionale, all'annesso C, fu prevista la ripartizione di tutti i veicoli automobilistici in 2 categorie: categoria Corsa e categoria Sport, con l'unica differenza data dal numero di posti, dove nella prima categoria erano incluse le monoposto e nella seconda le tutte le altre vetture con 2 posti o più.

### Gli albori della Formula 1
Nei primi anni dopo la seconda guerra mondiale gli organizzatori dei singoli eventi
adeguarono, di volta in volta, le regole alle vetture disponibili, vetture che erano state prodotte prima della guerra. Fu nel 1950 che, con l'intenzione di favorire la costruzione di nuove vetture, la FIA organizzò il primo Campionato mondiale per Conduttori, come venivano chiamati allora i piloti, il regolamento previsto per le vetture venne definito Formula 1, con i soli limiti di cilindrata di 4500 cm³ per motori non sovralimentati o 1500 cm³ sovralimentati, nasce così quello che oggi è chiamato Campionato mondiale di Formula 1.

Ma nei primi anni non ci fu uno sviluppo di nuove vetture, tanto che le autorità internazionali decisero, nel biennio 1952-1953, di far correre al campionato le più economiche vetture di Formula 2, il cui regolamento, che era stato varato nel 1948, prevedeva una cilindrata da 2000 cm³ senza sovralimentazione o 500 cm³ sovralimentato.

A partire dal 1954 si tornò alla Formula 1 con le nuove cilindrate da 2500 cm³ e 750 cm³ a seconda della presenza o meno di sistemi di sovralimentazione. Da allora il campionato mondiale è diventata la massima espressione dell'automobilismo sportivo e il regolamento è diventato via via sempre più dettagliato interessando i particolari più disparati delle vetture. Ma, a dimostrazione del fatto che la formula non fosse ancora ben definita come oggi e che fosse ancora aperta a varie soluzioni tecniche, si può notare che proprio in quegli anni corsero vetture a ruote coperte: la Mercedes W196 con cui Juan Manuel Fangio divenne campione del mondo era prevista in 2 versioni, una versione "S" a ruote scoperte e una "C" a ruote coperte per i circuiti più veloci. Solo nel 1959 il regolamento della Formula 1 previde espressamente che le vetture dovessero essere a ruote scoperte e da allora il termine formula divenne sinonimo di monoposto a ruote scoperte.

## La classificazione nei Gruppi
Accanto alla Formula 1 furono regolamentate a livello internazionale altre formule minori, quali la già citata Formula 2 che ebbe un proprio campionato europeo a partire dal 1967, mentre la Formula 3 nacque come formula nazionale britannica, per poi diventare formula internazionale quando sostituì la Formula Junior, con regolamento che però non aveva niente a che vedere con la categoria britannica ma che si rifaceva proprio alla Junior.

Quando, nei regolamenti internazionali si cominciò a classificare le varie categorie di vetture in gruppi, le formule furono raggruppate nel Gruppo 8 come Vetture da corsa di Formula Internazionale, e venne costituito anche un Gruppo 9 in cui erano inserite le Vetture da corsa di Formula Libera, per permettere alle varie federazioni automobilistiche nazionali di varare regolamenti di altre categorie di monoposto.

All'interno del Gruppo 9 si trovavano categorie promozionali come le italiane Formula 850, Formula Monza, Formula Italia, categorie monomarca come la Formula Renault, Formula Ford, Formula Vee e Formula Super Vee, ma anche categorie di livello paragonabile alla Formula 1 come la Indycar.

Nel 1976 con la sparizione del Gruppo 7, che costituiva una sorta di raggruppamento paragonabile alla formula libera ma per le biposto, i due gruppi per le formule sono diventati rispettivamente Gr. 7 Formula internazionale e Gr.8 Formula Libera e in quest'ultimo sono finite tutte le categorie non normate dalla FIA comprese vetture non monoposto.
Nel 1982 con la revisione dei gruppi queste vetture sono state classificate nei gruppi D ed E, anche se si è potuto constatare che la classificazione in gruppi, per le formule non ha molta rilevanza dato che il Gruppo D era costituito dalle sole 3 formule internazionali, con propri regolamenti e senza necessità di omologare le vetture e il Gruppo E ha spesso riscontrato la nascita e la fine di un'infinità di categorie gestite localmente per le quali la classificazione corrisponde al semplice riconoscimento da parte della FIA.